# Sandra Bourdonnec
Sandra Bourdonnec (* 1985 in Sainte-Foy-la-Grande) ist eine französische Schauspielerin in Film-Theater und Fernsehen,  Synchronsprecherin und Sängerin.

## Leben
Von 2007 bis 2010 wurde Bourdonnec an der Les Cours Florent Acting School in Paris ausgebildet. Sie spricht neben ihrer Muttersprache Französisch auch fließend Englisch und Deutsch.
In der Serie Emily in Paris synchronisiert sie die Camille, dargestellt von Camille Razat.
Bourdonnec lebt in Berlin.

## Filmographie (Auswahl)
- 2012: Me vs You – Never
- 2013: Crystiania
- 2015: Tu es mon fils
- 2015: The Devil of Kreuzberg
- 2016: S & M: Les Sadiques (auch Produktion)
- 2016: R. E. D. (auch Drehbuch, Produktion und Regie)
- 2017: Das Leben einer Ananas (auch Drehbuch, Produktion und Regie)
- 2017: Sternfinder
- 2017: The Audience
- 2018: Laisse le vent emporter tout (auch Drehbuch, Produktion und Regie)
- 2018: From Above
- 2019: Es gilt das gesprochene Wort
- 2019: Welcome to the very near future
- 2020: Um die 50
- 2022: Gute Zeiten, schlechte Zeiten